# Episinus rio
Episinus rio là một loài nhện trong họ Theridiidae.
Loài này thuộc chi Episinus. Episinus rio được Herbert Walter Levi miêu tả năm 1967.